# إدراك العمق
 إدراك العمق هو القدرة البصرية على إدراك العالم بنظرة ثلاثية الأبعاد وتحديد مسافة الأشياء. أما  الإحساس بالعمق  فهو القدرة على التحرك بدقة اعتمادًا على مسافات الأشياء في وسط ما. يعتمد إدراك العمق على مجموعة متنوعة من العوامل، منها الرؤية المزدوجة التي تتم باستخدام كلتا العينين والرؤية الأحادية التي تتم باستخدام عين واحدة فقط.

## وصلات خارجية
- VisualFunHouse Optical Illusions Optical Illusions based on perception
- A fascinating experiment in depth perception
- Adults and Children Gain Depth Perception
- What is Binocular (Two-eyed) Depth Perception?
- Why Some People Can't See in Depth
- Ambiguous figures Ambiguity of depth perception (fr)
- Dale Purves Lab
- Depth perception and sensory substitution
- International Orthoptics Association
- Orthoptics Association of Australia
- Space perception from Webvision.
- Depth perception from Webvision.